# Prinevi
Prinevi (en georgiano: ფრინევი) o Prineu (en osetio: Принеу) es una aldea que pertenece a la parcialmente reconocida República de Osetia del Sur, parte del distrito de Znaur, aunque de iure pertenece al municipio de Tighvi de la región de Iberia Interior de Georgia.

## Geografía
Prinevi se encuentra a orillas del río Dvani, a 7 km de Kornisi. 

## Historia
Prinevi fue fundada por osetios del desfiladero de Yava a principios del siglo XIX. Tras la formación del Óblast Autónomo de Osetia del Sur en 1922, se organizó una granja colectiva.
De 1922 a 1990, formó parte del distrito de Znaur del óblast autónomo de Osetia del Sur, siendo de mayoría osetia. De 1990 a 2006, formó parte del raión de Kareli y, desde 2006, forma parte del municipio de Tighva. 

## Demografía
La evolución demográfica de Prinevi entre 1916 y 2015 fue la siguiente:
| 248                                                      | 404 | 248 | 216 | 174 | 116 | 51 |
| (Fuente: Population of South Ossetia since Soviet times) |     |     |     |     |     |    |

Según el censo soviético de 1959, la mayoría de la población local eran osetios. En los distintos censos, la composición étnica del pueblo es la siguiente:
|              | 1916      | 1916       |
| Grupo étnico | Población | Porcentaje |
| ------------ | --------- | ---------- |
| Georgianos   | 0         | 0%         |
| Osetios      | 248       | 100%       |
| Total        | 248       | 100%       |